# سولي مادونا
سولي مادونا هي لوحة فنية للرسام عصر النهضة الإيطالي رافائيل تم رسمها ما بين عامي 1500 و1504.
يُعد هذا العمل من أوائل أعمال رافائيل، ويعكس بوضوح تأثير معلمه بيترو بيروجينو. يتضمن المشهد عنصرين تكررا في لوحاته اللاحقة للسيدة العذراء، حيث تظهر مريم العذراء وهي تقرأ كتابًا، كما في لوحات العذراء والطفل بمتحف نورتون سيمون، ومدونة كونستابيلي، ومدونة كولونا، ومدونة الحسون. وكما في اللوحة الأخيرة، يظهر طائر الحسّون الصغير كجزء من المشهد. 
اللوحة معروضة في جيملده جاليري في برلين. تُعرف باسم مدونة سوللي نسبةً إلى مالكها السابق، المصرفي البريطاني وجامع الأعمال الفنية إدوارد سوللي (1776-1848).

## ملحوظات
1. ↑   http://www.smb-digital.de/eMuseumPlus?service=ExternalInterface&objectId=868970. اطلع عليه بتاريخ 2021-07-06. {{استشهاد ويب}}: |url= بحاجة لعنوان (مساعدة) والوسيط |title= غير موجود أو فارغ (من ويكي بيانات) (مساعدة)
2. ↑   http://www.smb-digital.de/eMuseumPlus?service=ExternalInterface&objectId=868970. اطلع عليه بتاريخ 2021-08-08. {{استشهاد ويب}}: |url= بحاجة لعنوان (مساعدة) والوسيط |title= غير موجود أو فارغ (من ويكي بيانات) (مساعدة)
3. ↑  Szakolczai 2007، صفحة 267.
4. ↑  Fossi 2004.
5. ↑  "Maria mit dem Kind / Madonna Solly". Staatliche Museen zu Berlin (Berlin State Museums) (بالألمانية). Archived from the original on 2024-11-27. Retrieved 2024-05-08.